# 吕尔茨海姆
吕尔茨海姆是德国莱茵兰-普法尔茨州的一个市镇。总面积16.66平方公里，总人口7716人，其中男性3789人，女性3927人（2011年12月31日），人口密度463人/平方公里。